# Nordsulingen
Nordsulingen ist eine Ortschaft der Stadt Sulingen im niedersächsischen Landkreis Diepholz. In dem Ortsteil leben etwa 1340 Einwohner auf einer Fläche von 15,48 km².

## Geografie
Nordsulingen liegt im nordöstlichen Bereich der Stadt Sulingen, 1 km nördlich der Kernstadt entfernt. Zur Ortschaft Nordsulingen gehören Bocksgründen, Hassel, Langenäse, Löhe, Nechtelsen, Nordsulingen, Schünemann, Thiermann und Vorwohlde.
Nachbarorte sind – von Norden aus im Uhrzeigersinn – Schwaförden, Ohlendorf, Maasen, Lindern, Sulingen, Rathlosen und Anstedt.
Nordsulingen wird durchflossen von der Sule.

## Geschichte
Seit der Gebietsreform, die am 1. März 1974 in Kraft trat, ist die vorher selbstständige Gemeinde Nordsulingen eine von fünf Ortschaften der Stadt Sulingen.

## Politik

### Ortsrat
Der Ortsrat, der den Ortsteil Nordsulingen vertritt, setzt sich aus fünf Mitgliedern zusammen. Die Ratsmitglieder werden durch eine Kommunalwahl für jeweils fünf Jahre gewählt. Die aktuelle Amtszeit begann am 1. November 2021 und endet am 31. Oktober 2026.
Bei der Kommunalwahl 2021 ergab sich folgende Sitzverteilung:
- Wählergemeinschaft Nordsulingen (WGN): fünf Sitze

### Ortsbürgermeister
Ortsbürgermeister ist Maik Borchers (WGN). Bis 2016 hatte Wilhelm Nuttelmann (WGN) das Amt inne.

## Kultur und Sehenswürdigkeiten
- Im Kreiswettbewerb „Unser Dorf hat Zukunft“  kam der Ortsteil Nechtelsen im Sonderwettbewerb für Bauerschaften und Weiler im Jahr 2008 auf den 1. Platz.
- Im Ortsteil Nechtelsen befindet sich auf dem Gelände der „Wasserversorgung Sulinger Land“ ein Brunnen, den der Sulinger Künstler Robert Enders 1982 aus Beton und Naturstein gestaltet hat.
- In der Liste der Baudenkmale in Sulingen sind für Nordsulingen sieben Einzeldenkmale aufgeführt.

## Wirtschaft und Infrastruktur
Nordsulingen liegt fernab des großen Verkehrs. Die Bundesautobahn 1 verläuft 43 km entfernt westlich. Die von Bassum über Sulingen (Kernort) und Uchte nach Minden führende Bundesstraße 61 verläuft westlich, 1,5 km entfernt. Die Bundesstraße 214 von Diepholz über Sulingen (Kernort) nach Nienburg verläuft südlich in 2 km Entfernung. 
In Nordsulingen gibt es – im Gegensatz zu einigen kleineren Ortsteilen von Sulingen – Straßenbezeichnungen und nicht nur Hausnummern, so dass sich Einwohner, Postboten, Lieferanten und Besucher gut orientieren können.